# Plectochorus himalayensis
Plectochorus himalayensis är en stekelart som beskrevs av Lee 1992. Plectochorus himalayensis ingår i släktet Plectochorus och familjen brokparasitsteklar. Inga underarter finns listade i Catalogue of Life.